# 岩岡神社
岩岡神社（いわおかじんじゃ）は兵庫県神戸市西区岩岡町に位置する神社である。

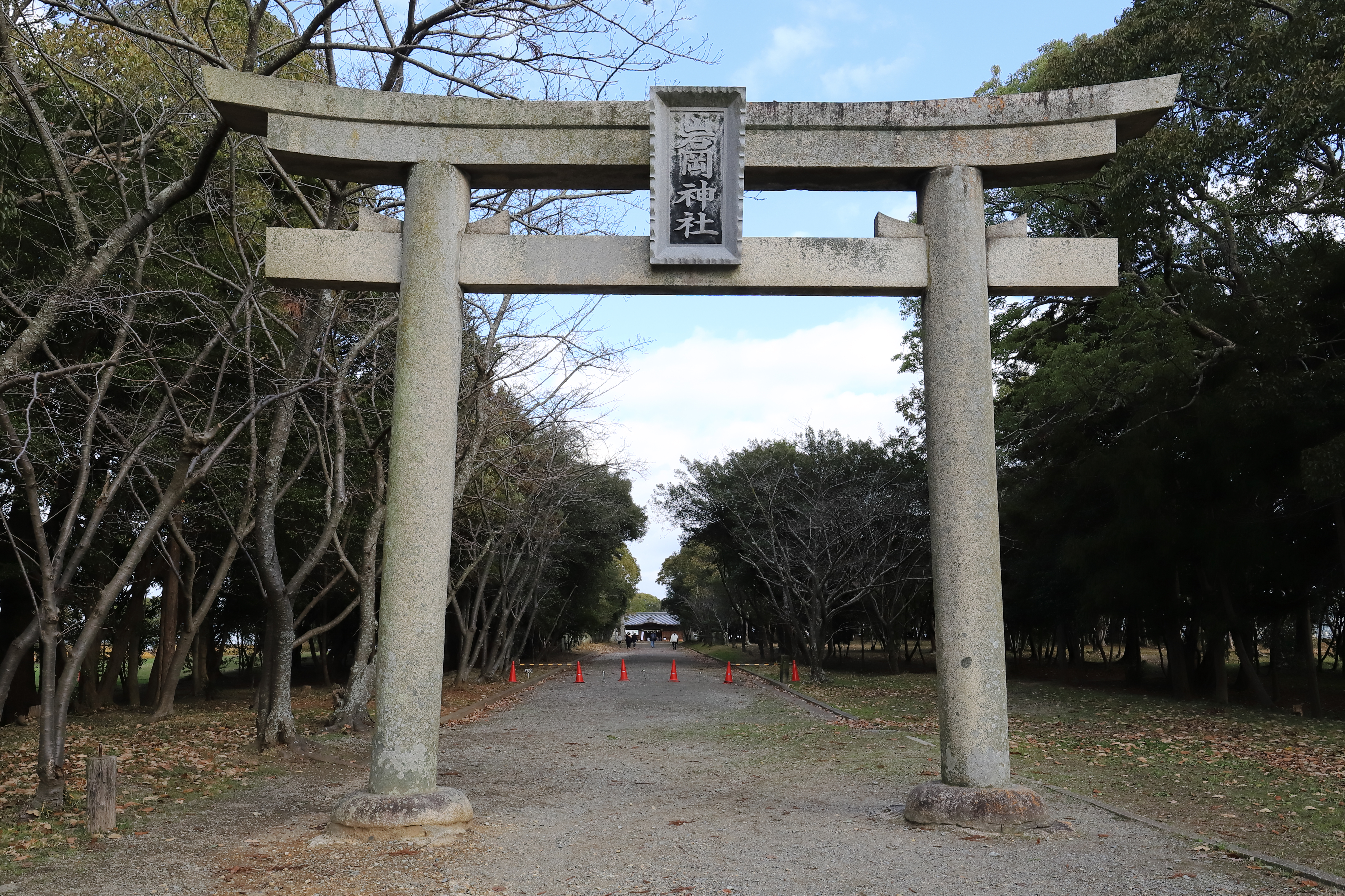
鳥居から拝殿を望む

## 祭神

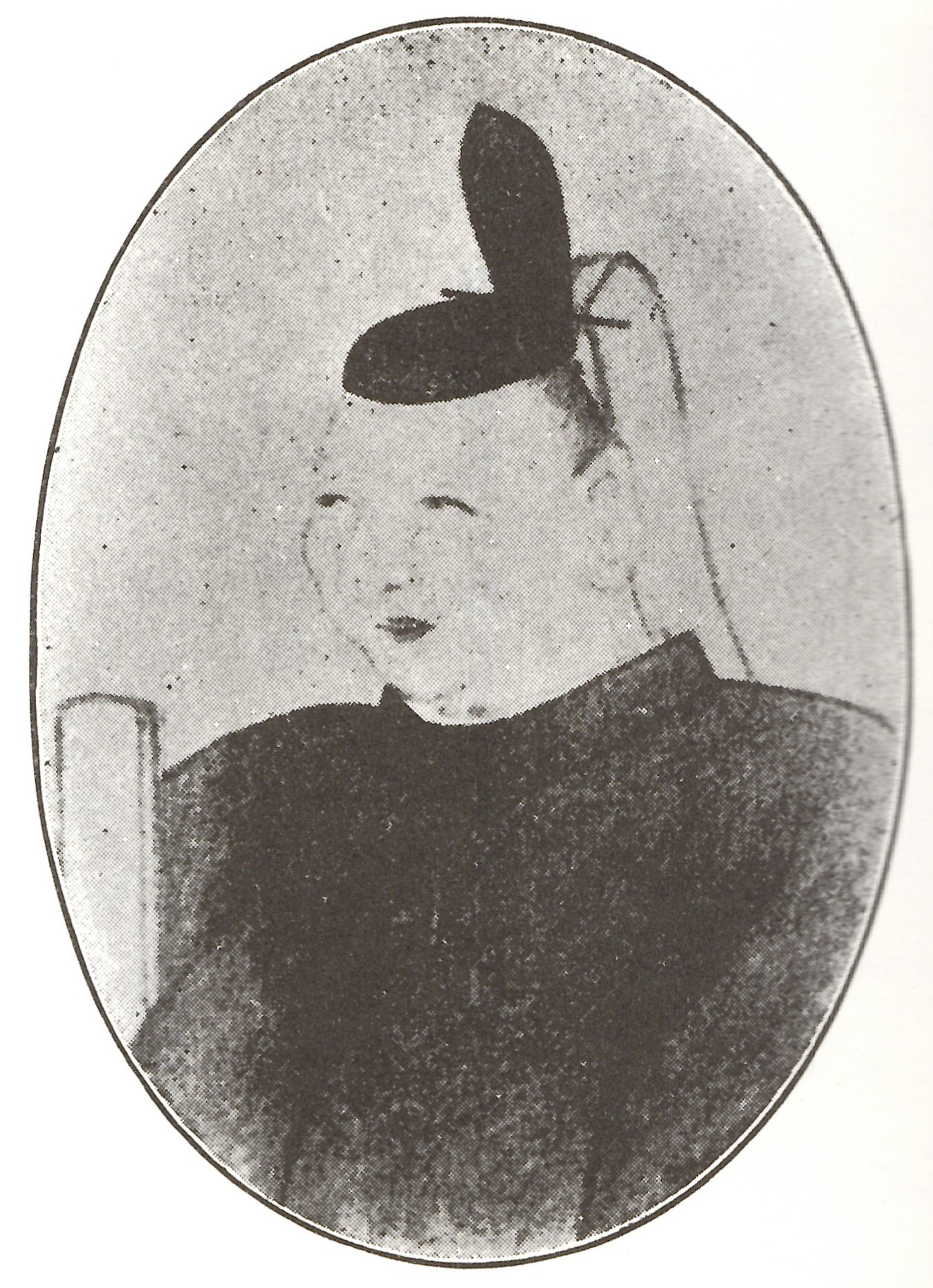
松平直明

- 素盞嗚命（スサノオノミコト）[1]
- 正建大神（松平直明）[1]

## 例祭
- 10月の体育の日の前日[1]